# Museu Frans Hals

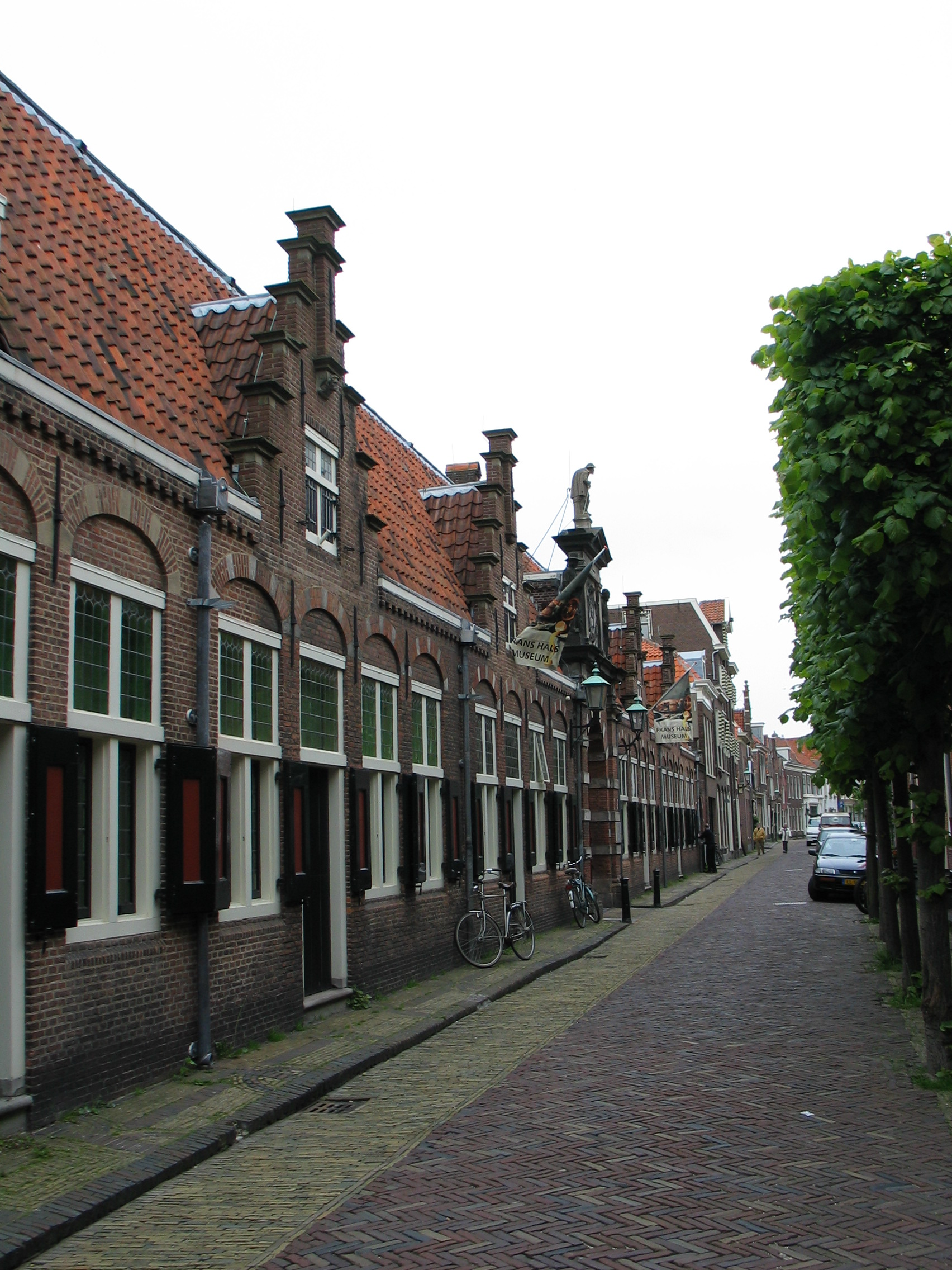
El Museu Frans Hals.

El Museu Frans Hals (neerlandès: Frans Hals Museum) és un museu a Haarlem, Països Baixos considerat com «el Museu del Segle d'Or», en la mesura en què té en les seves col·leccions obres representatives del barroc als Països Baixos.

## L'edifici
L'edifici del Museu Frans Hals és un antic asil d'ancians (hofje) construït al segle xvii (l'Oude Mannenhuis). Va ser en 1598 quan el municipi de Haarlem va decidir la construcció d'un asil per recollir als ancians necessitats. Aquesta decisió va donar lloc a una sèrie d'iniciatives destinades a finançar la construcció de l'edifici com un concurs de retòrica el 1606 i una gran loteria el 1607.
En 1609 l'asil va rebre els seus primers ocupants. Estava dirigit per un grup de regents, un per als homes i un altre per a les dones. Frans Hals va plasmar a aquests administradors en grans retrats col·lectius.
En 1810 l'edifici es va transformar en un orfenat que va passar a ser propietat de l'Església reformada, i era aquesta institució qui nomenava als regents.
En 1908 l'orfenat es va traslladar a un edifici nou i el municipi va dedicar l'antic asil a galeria per a les seves col·leccions d'art. Una part dels locals va ser destruïda per ser reconstruïda en l'estil de principis del segle xvii i recuperar el disseny original. Molts elements del museu daten de l'època: la porta d'entrada, l'edifici principal, la sala Renaixement, la sala dels regents i la capella.
El nou museu va obrir les portes el 13 de maig de 1913, rebent el nom de l'artista de Haarlem: Frans Hals, pintor del segle xvii.

## Col·lecció

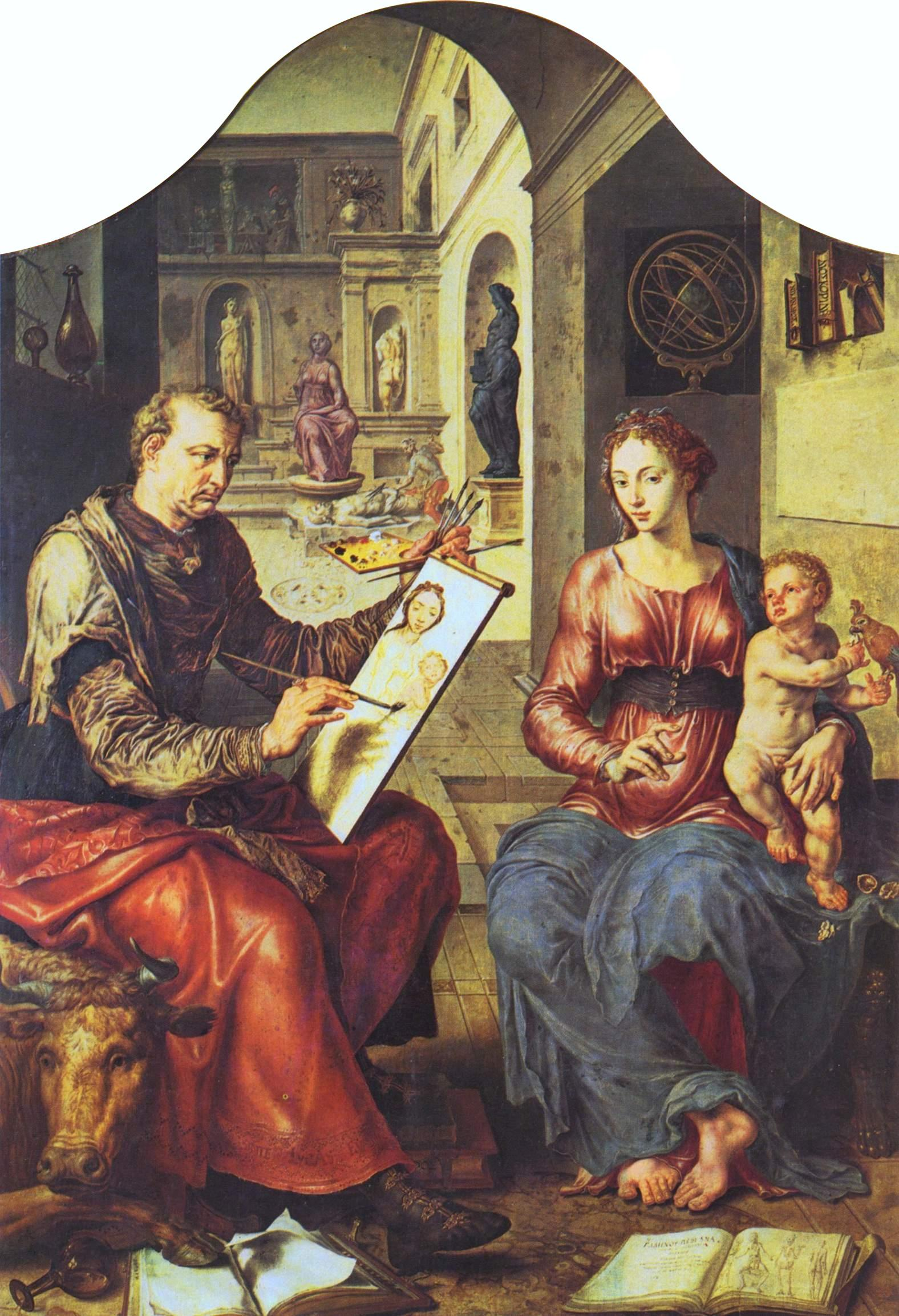
Sant Lucas pintant a la Verge, de Martin van Heemskerck, taula, 168 × 236 cm.

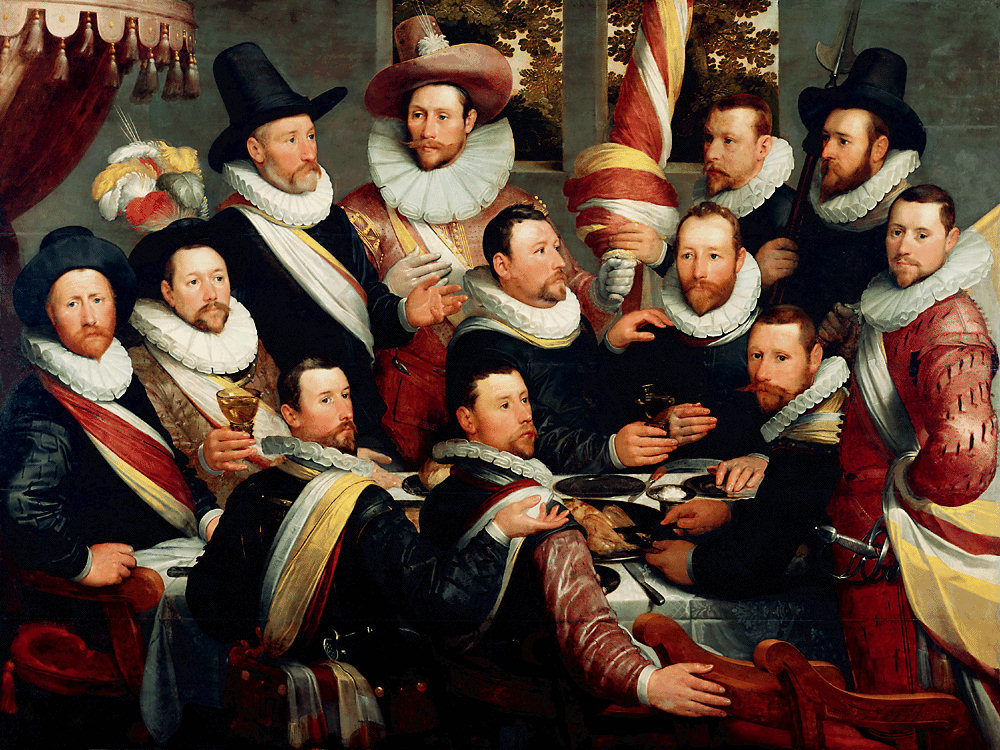
Banquet dels oficials de la companyia de Sant Jordi, de Cornelis van Haarlem, 1599, oli sobre llenç, 169 cm x 223 cm.

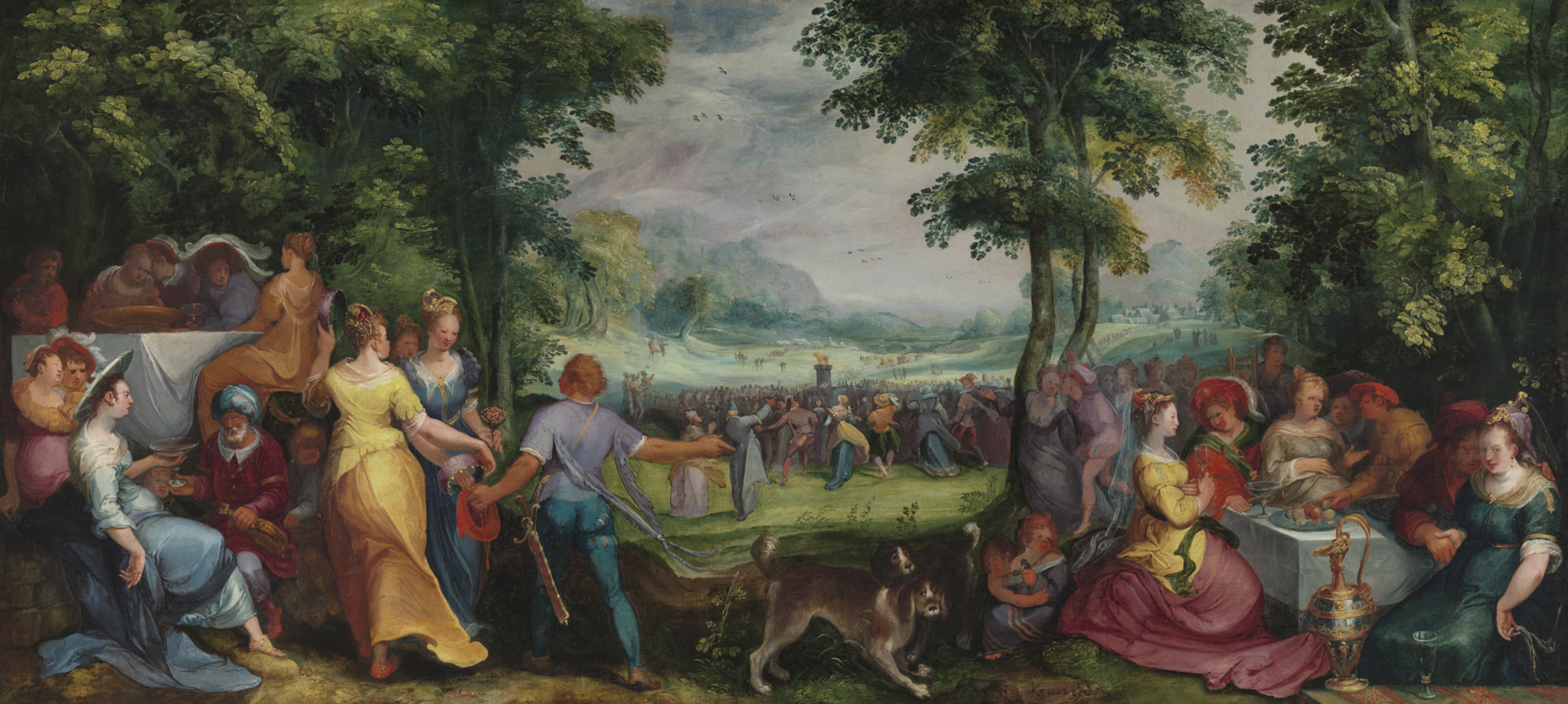
La dansa al voltant del becerro d'or, de Carel van Mander, segona meitat del, llenç, 99,5 × 216,5 cm.

El més representatiu del museu són les obres de Frans Hals. Les més destacades són:
- Els cinc quadres representant les milícies cíviques que constitueixen obres monumentals i molt representatives de l'època. Es tracta de composicions representant fins a una sesentena de personatges membres de les companyies de milícies constituïdes per tot home de Haarlem que pugui pagar el seu equipament. El mateix Frans Hals va ser membre d'una d'aquestes companyies:
  - Banquet dels arcabuceros de Sant Jordi de Haarlem, 1616, llenç, 175 x 324 cm
  - Banquet dels oficials de la milícia cívica de Sant Jordi, 1627, llenç, 179 x 257,5 cm
  - Banquet dels oficials de la milícia cívica de Sant Adrián (els Cluveniers), 1627, llenç, 183 x 266,5 cm
  - Reunió d'oficials i sergents de la milícia cívica de Sant Adrián (els Cluveniers), 1633, llenç, 207 x 337 cm
  - Oficials i sergents de la milícia cívica de Sant Jordi, 1639, llenç, 218 x 421 cm
- Els quadres representant als primers regents de l'asil que són igualment retrats col·lectius on és notable el realisme expressiu:
  - Els rectors de l'asil d'ancians de Haarlem, 1664, llenç, 172,3 x 256 cm
  - Les regents de l'asil d'ancians de Haarlem, 1664, llenç, 170,5 x 249,5 x 11,5 cm

Un altre retrat de grup realitzat per Frans Hals i que es conserva en aquest museu és el dels regents de l'hospital de santa Isabel de Haarlem, 1641, llenç, 153 x 252 x 10 cm 
A més, el museu compta amb altres retrats individuals, realitzats per Frans Hals:
- Retrat de Jacobus Hendricksz Zaffius, 1611, taula, 54,5 x 41 cm. Primera obra coneguda de l'artista.
- Retrat de Theodorus Schrevelius, 1617, koper, 15,5 x 12 cm
- Retrat de Nicolaes Woutersz van der Meer, 1631, taula, 128 x 100,5 cm
- Retrat de Cornelia Claesdr Vooght, 1631, taula, 126,5 x 101 cm

Dels antics mestres les obres més importants són:
- Tríptic del Naixement, de la Crucifixió i de la Resurrecció de Crist atribuït a un seguidor (cap a 1433-1494) del pintor flamenc Hans Memling. Podria tractar-se fins i tot d'una còpia d'una obra destruïda del propi mestre.
- La temptació de sant Antoni (cap a 1530) de Jan Mandijn
- Sant Lucas pintant a la Verge (1532) de Marten Jacobszoon Heemskerk van Veen. Del mateix autor destaca un Tríptic del Ecce Homo (1559-1560)

De Cornelis van Haarlem es conserven quatre quadres encarregats per la vila al pintor per decorar el Prinsenhof:
- La massacre dels innocents (1591) representa l'escena evangèlica de la massacre dels nounats en Belén per ordre de herodes.
- El monjo i la monja (1591) apareix com una obra curiosament licenciosa, ja que hi ha un monjo tocant el pit d'una monja. Podria tractar-se de la il·lustració d'una llegenda edificant.
- Les noces de Tetis i de Barallo (1592-1593) sobre tema mitològic.
- La caiguda de l'home (1620), representant una escena de l'Antic Testament.

Altres pintors de l'edat d'or de la pintura holandesa estan igualment representats en el museu son Jan Steen, Johannes Cornelisz Verspronck, Pieter Claesz, Hendrick Goltzius, Karel van Mander i Adriaen Brouwer.
El museu exhibeix també art contemporani incloent pintures, obra gràfica, escultura i ceràmica.